# Manuel Traninger
Manuel Traninger, né le 29 septembre 1998, est un  skieur alpin autrichien, vainqueur du classement général de la coupe d’Europe en 2024.

## Biographie
En 2016, il est sacré Champion olympique de la jeunesse en slalom à Lillehammer. Au cours de ces jeux , il prend la 2e place du combiné et la 3e du super G.
En janvier et mars 2019, il obtient 2 podiums en Coupe d'Europe (2e de la descente de Chamonix et 3e du combiné de Sella Nevea).
En 2019 à Val di Fassa il est 3e des championnats du monde juniors de descente et 4e du super G,.
En mars 2019 il est sacré Champion d'Autriche de descente à Hinterglemm.
Le 1er février 2023, il remporte sa première victoire en coupe d'Europe dans la descente d'Orcières-Merlette.
Avec 8 tops-5 dont une victoire, il enlève le classement général de la Coupe d'Europe 2023-2024,. Ce résultat lui offre une place pour la coupe du monde, en descante et super G. 
Le 6 décembre 2024 il prend son premier départ de coupe du monde lors de la descente de Beaver Creek, dont il se classe quarrante-quatrième. A la fin ce même mois, il marque ses premiers points en coupe du monde en prenant la 26e place de la première descente de Bormio. En février 2025, il ajoute une troisième victoire de coupe d'Europe à son palmarès en remportant le super G de Crans Montana. Début avril il monte sur le podium des championnats d'Autrice en se classant 3e de la descente.

## Palmarès

### Coupe du monde
- 14 courses disputées (à fin mars 2025)

- Meilleur classement général : 137e en 2025 avec 11 points.
- Meilleur classement au descente : 57e en 2020 avec 5 points.
- Meilleur classement en super G : 53e en 2025 avec 6 points.

- Meilleur résultat sur une épreuve de Coupe du monde : 25e en super G à Kitzbühel le 24 janvier 2025<

#### Classements
| Saison / Épreuve | Saison / Épreuve | Général | Général | Descente | Descente | Super G | Super G | Géant  | Géant  | Slalom | Slalom | Combiné | Combiné |
| ---------------- | ---------------- | ------- | ------- | -------- | -------- | ------- | ------- | ------ | ------ | ------ | ------ | ------- | ------- |
| Saison / Épreuve | Saison / Épreuve | Class.  | Points  | Class.   | Points   | Class.  | Points  | Class. | Points | Class. | Points | Class.  | Points  |
| 2024-2025        | 2024-2025        | 137e    | 11      | 57e      | 5        | 53e     | 6       | -      | -      | -      | -      | -       | -       |

### Championnats du monde juniors
| Épreuve / Édition          | Descente | Super G | Slalom géant | Slalom  | Combiné | Team event |
| Mondiaux 2017 Åre          | 28e      | 15e     | -            | -       | Abandon | -          |
| Mondiaux 2018 Davos        | 12e      | Abandon | -            | Abandon | 4e      | -          |
| Mondiaux 2019 Val di Fassa | Bronze   | 4e      | _            | -       | 17e     | -          |

### Jeux olympiques de la jeunesse
| Épreuve / Édition    | Slalom | Super G | Slalom géant | Combiné | Team event |
| JOJ 2016 Lillehammer | Or     | Bronze  | 4e           | Argent  | 5e         |

### Coupe d'Europe
- Vainqueur du classement général en 2024[10].
- Meilleur classement en descente : 4e en 2024[10].
- Meilleur classement en super G : 3e en 2024[10].
- Sept podiums et trois victoires[2].

#### Classements
| Saison / Épreuve | Saison / Épreuve | Général | Général | Descente | Descente | Super G | Super G | Géant  | Géant  | Slalom | Slalom | Combiné | Combiné |
| ---------------- | ---------------- | ------- | ------- | -------- | -------- | ------- | ------- | ------ | ------ | ------ | ------ | ------- | ------- |
| Saison / Épreuve | Saison / Épreuve | Class.  | Points  | Class.   | Points   | Class.  | Points  | Class. | Points | Class. | Points | Class.  | Points  |
| 2019             | 2019             | 17e     | 361     | 7e       | 207      | 22e     | 81      | -      | -      | -      | -      | 6e      | 73      |
| 2020             | 2020             | 45e     | 166     | 42e      | 24       | 10e     | 126     | -      | -      | -      | -      | 25e     | 16      |
| 2021             | 2021             | 51e     | 146     | 30e      | 45       | 19e     | 89      | -      | -      | -      | -      | 19e     | 12      |
| 2022             | 2022             | 106e    | 67      | 33e      | 51       | 51e     | 16      | -      | -      | -      | -      | -       | -       |
| 2023             | 2023             | 19e     | 353     | 16e      | 103      | 9e      | 250     | -      | -      | -      | -      | -       | -       |
| 2024             | 2024             | 1er     | 588     | 4e       | 312      | 3e      | 276     | -      | -      | -      | -      | -       | -       |